# Relações entre Indonésia e Malásia
As relações entre Indonésia e Malásia são as relações bilaterais entre a Indonésia e a Malásia e constituem uma das relações bilaterais mais importantes do Sudeste Asiático.
A Indonésia e a Malásia são duas nações vizinhas que compartilham semelhanças em muitos aspectos. Tanto a Malásia como a Indonésia têm muitos traços característicos comuns, que incluem estruturas de referência comuns em história, cultura e religião. Embora ambos os países sejam Estados separados e independentes, também existem semelhanças profundamente enraizadas. As suas línguas nacionais; a língua indonésia e a língua malásia, são intimamente relacionadas e mutuamente inteligíveis, sendo ambas registros padronizados do malaio. A maioria da população dos dois países são de ascendência austronésia. Ambas as nações são países de maioria muçulmana, membros fundadores da ASEAN e APEC, e também membros do Movimento Não Alinhado, D-8 e Organização para a Cooperação Islâmica.
Apesar de partilharem tantas semelhanças, ligadas pela religião em comum, pela linguagem, pela proximidade e uma herança cultural que remonta séculos, os dois países vêm oscilando de um incidente diplomático a outro. Desde a independência, a Indonésia e a Malásia seguiram diferentes direções em seu desenvolvimento social, econômico e político, levando às vezes a graves tensões bilaterais. O ritmo desigual de democratização nos dois países ao longo das últimas décadas tornou a relação cada vez mais problemática. A mídia controlada pelo governo da Malásia tem sido restrita ao relatar questões sensíveis envolvendo a Indonésia, por outro lado, os meios de comunicação liberais da Indonésia tem desempenhado um papel fundamental inflamando a tensão.
A Indonésia tem uma embaixada em Kuala Lumpur e consulados gerais em Johor Bahru, George Town, Kota Kinabalu e Kuching. A Malásia tem uma embaixada em Jacarta e consulados gerais em Medan, Pekanbaru e Pontianak.

## Disputas territoriais
A maioria das fronteiras atuais foram herdadas das Índias Orientais Holandesas e do domínio colonial britânico da Malásia e Bornéu. Atualmente, os dois países estão em uma disputa territorial pelas ilhas ricas em petróleo de Ambalat. Anteriormente, estiveram em disputas territoriais sobre as ilhas de Ligitan e Sipadan, que foram ganhas pela Malásia. 
Recentes disputas fronteiriças surgiram no Estreito de Malaca e na área do Mar da China Meridional, principalmente por causa do desacordo sobre a localização exata das fronteiras marítimas navais nessas águas. Ambas as partes estão envolvidas em prisões e detenções de funcionários e pescadores acusados de violações territoriais e pesca ilegal.

## Comércio e economia
As empresas malaias que estão investindo na Indonésia são Maybank, CIMB, Petronas, Tabung Haji e Sime Darby, como afirmado por Yang di-Pertuan Agong em sua mensagem aos malaios na Indonésia, enquanto ele e Raja Permaisuri Agong estavam em uma visita de Estado à Indonésia em Dezembro de 2012.  Ambos os países estão buscando ativamente a cooperação econômica sub-regional para o desenvolvimento de zonas econômicas transfronteiriças e zonas de livre comércio que possam gerar economia regional, como Sijori (Singapura-Johor-Riau), no oeste, e BIMP-EAGA, na região leste.